# Helius (Helius) angustalbus
Helius (Helius) angustalbus is een tweevleugelige uit de familie steltmuggen (Limoniidae). De soort komt voor in het Neotropisch gebied.